# Eduardo Anderson
Eduardo Antonio Anderson Gómez (Ciudad de Panamá, Panamá, 31 de enero de 2001) es un futbolista panameño que juega como defensa en el Monagas Sport Club de la Primera División de Venezuela.

## Trayectoria

### Alianza FC
Se formó en las categorías inferiores del Alianza Fútbol Club e hizo su debut profesional en la Primera División de Panamá el 23 de septiembre de 2018 en la derrota 1 a 0 contra CD Árabe Unido en el Estadio Armando Dely Valdés siendo titular y jugó todo el partido. En el Torneo Apertura 2018 jugó 2 partidos llegando hasta los playoff en donde fueron eliminados 1 a 0 contra el Tauro FC en el Estadio Rommel Fernández en donde fue titular y jugó todo el partido. En el Torneo Clausura 2019 jugó 1 partido en donde quedaron en la novena posición. En el Torneo Apertura 2019 jugó 11 partidos y anotó 1 gol en donde quedaron en la octava posición. En el Torneo Apertura 2020 solo jugó 8 partidos porque se suspendió el torneo por el COVID 19. En el Torneo Clausura 2020 jugó 4 partidos llegando hasta los playoff en donde fueron eliminados 1 a 4 contra el Costa del Este FC en el Estadio Javier Cruz en donde fue titular y jugó hasta el minuto 69. En el 2021 alternó con el primer y segundo equipo, en el Torneo Apertura 2021 jugó 2 partidos en donde quedaron en la última posición de la conferencia este. Salió campeón del Torneo Apertura 2021 Liga Prom en donde le ganaron la final 2 a 1 contra el Mario Méndez FC en el Estadio Maracaná de Panamá en donde fue titular y jugó todo el partido. En el Torneo Clausura 2021 jugó 16 partidos llegando hasta las semifinales en donde fueron eliminados en un global de 0 a 1 contra el Tauro FC en donde fue titular en los 2 partidos. Salió campeón de la Superfinal de Liga Prom 2021 en donde le ganaron la final 4 a 1 contra el SD Panamá Oeste en el Estadio Rommel Fernández en donde fue titular y jugó todo el partido. Salió campeón con el Alianza FC del Torneo Apertura 2022 en donde le ganaron la final 1 a 2 contra el Sporting San Miguelito en el Estadio Rommel Fernández en donde no estuvo convocado, en dicho torneo jugó 17 partidos y anotó 1 gol. En la Liga Concacaf 2022 jugó 2 partidos en donde quedaron eliminados en los octavos de final en un global de 1 a 6 contra la LD Alajuelense en donde estuvo como titular en los 2 partidos. En el Torneo Clausura 2022 jugó 11 partidos en donde quedaron en la cuarta posición de la conferencia este.

### AD San Carlos
El 7 de diciembre de 2022 fue anunciado como nuevo jugador de la AD San Carlos, cedido por el Alianza FC. Debutó con AD San Carlos el 21 de enero de 2023 en la derrota 4 a 1 contra la LD Alajuelense en el Estadio Alejandro Morera Soto saliendo de titular y jugó todo el partido. En el Campeonato Clausura 2023 jugó 17 partidos en donde quedaron en la sexta posición. En el Campeonato Apertura 2023 jugó 16 partidos y anotó 1 gol en donde quedaron nuevamente en la sexta posición.

### Alianza FC
El 31 de diciembre de 2023 tras finalizar su cesión del AD San Carlos regreso al Alianza FC. Disputó su primer partido tras su regreso el 20 de enero de 2024 en la victoria 1 a 0 contra el Tauro FC en el Estadio Javier Cruz saliendo de titular y jugó todo el partido. Solo jugó 1 partido en el Torneo Apertura 2024 porque fue cedido a un nuevo club.

### Deportivo Saprissa
El 26 de enero de 2024, fue anunciado como nuevo jugador del Deportivo Saprissa cedido por el Alianza FC. Debutó con el club el 20 de febrero de 2024 en la derrota 2 a 3 contra el Philadelphia Union en el Estadio Ricardo Saprissa siendo suplente entrando al minuto 70 por Luis Díaz Espinoza. Jugó 2 partidos en la Copa de Campeones de la Concacaf 2024 quedándose en la primera ronda en donde fueron eliminados por el Philadelphia Union en un global de 6 a 5 en donde fue suplente en los 2 partidos pero tuvo minutos en dicho partidos. El 26 de mayo de 2024, salió campeón del Campeonato de Clausura 2024 en donde le ganaron la final en un global de 3 a 1 contra la LD Alajuelense en donde fue titular en los 2 partidos, en dicho campeonato jugó 13 partidos y anotó 1 gol.

## Selección nacional

### Selecciones menores
El 23 de mayo de 2022, fue llamado a la selección sub-21 de Panamá para disputar el Torneo Maurice Revello de 2022 celebrado en Francia en donde jugó 3 partidos en donde quedaron en el séptimo lugar en donde le ganaron 4 a 1 contra Comoras en el 	Stade d'Honneur.

#### Participaciones
| Copa                           | Resultado | Partidos | Goles |
| ------------------------------ | --------- | -------- | ----- |
| Torneo Maurice Revello de 2022 | 7.º lugar | 3        | 0     |

### Selección absoluta
Debutó con la selección absoluta para el partido de la liga de naciones de la Concacaf el 9 de junio de 2022 contra la en la victoria 5 a 0 contra la Selección de Martinica en el Estadio Rommel Fernández siendo titular jugando todo el partido.a. En la Liga de Naciones de la Concacaf 2022-23 jugó 1 partido quedando de Cuarto lugar en donde quedaron eliminados 1 a 0 contra México en el Allegiant Stadium en donde estuvo como suplente. Salió subcampeón de la Copa de Oro de la Concacaf 2023 en donde perdieron la final 1 a 0 contra México en el SoFi Stadium en donde suplente, en dicha copa jugó 1 partido. En la Liga de Naciones de la Concacaf 2023-24 jugó 1 partido en donde quedaron en el cuarto lugar en donde perdieron 0 a 1 contra Jamaica en el AT&T Stadium en donde no estuvo convocado. En la Copa América 2024 estuvo como suplente en toda la copa en donde fueron eliminados en los cuartos de final en donde perdieron 5 a 0 contra Colombia en el State Farm Stadium en donde estuvo como suplente en el partido.

### Participaciones
| Copa                     | Resultado        | Partidos | Goles |
| ------------------------ | ---------------- | -------- | ----- |
| Liga de Naciones 2022-23 | Cuarto lugar     | 1        | 0     |
| Copa Oro 2023            | Subcampeón       | 1        | 0     |
| Liga de Naciones 2023-24 | Cuarto lugar     | 1        | 0     |
| Copa América 2024        | Cuartos de final | 0        | 0     |

## Clubes
| Club               | País       | Año       |
| ------------------ | ---------- | --------- |
| Alianza FC         | Panamá     | 2018-2022 |
| AD San Carlos      | Costa Rica | 2022-2023 |
| Alianza FC         | Panamá     | 2023      |
| Deportivo Saprissa | Costa Rica | 2024-2025 |
| Monagas Sport Club | Venezuela  | 2025-act. |

## Palmarés

### Títulos nacionales
| Título                     | Club               | País       | Año    |
| -------------------------- | ------------------ | ---------- | ------ |
| Conferencia Este           | Alianza FC II      | Panamá     | 2021-A |
| Liga Prom                  | Alianza FC II      | Panamá     | 2021-A |
| Superfinal de la Liga Prom | Alianza FC II      | Panamá     | 2021   |
| Primera División           | Alianza FC         | Panamá     | 2022-A |
| Primera División           | Deportivo Saprissa | Costa Rica | 2024-C |